# Automobilklub Toruński
Automobilklub Toruński – stowarzyszenie mające na celu m.in. popularyzację sportów motorowych, turystyki i kultury motoryzacyjnej. Jego siedziba mieści się w Toruniu przy ul. św. Ducha 5.
Stowarzyszenie zostało zarejestrowane w maju 1959 roku. Początkowo działało jako Delegatura Automobilklubu Bydgoskiego w Toruniu. Automobilklub usamodzielnił się 8 kwietnia 1976 roku. W latach 1973–1992 organizował wyścigi samochodowe o Puchar Pokoju i Przyjaźni jako mistrzostw Europy Wschodniej. W 2002 roku liczył 273 członków.